# Александър I от Юлих
Александър I фон Юлих (на френски: Alexandre I de Juliers; на нидерландски: Alexander van Gulik, † 6 юли 1135, Лиеж) е епископ на Лиеж от 1128 до 1135 г.

## Биография
Той е малкият син на Герхард I, граф на Юлих.
Александър ства през 1101 г. пробст в Лиеж. На 18 март 1128 г. е избран за епископ. Като привърженик на крал Лотар III той побеждава на 7 август 1129 г. Готфрид Брадатия, на когото Лотар бил взел Херцогство Долна Лотарингия.
По време на неговата служба на 22 март 1132 г. в Лиеж се срещат папа Инокентий II и Лотар III. Обвинен е в симония и на събора в Пиза го свалят през март/април 1136 г. Той уимира малко след това на 6 юли 1136 г. и е погребан в катедралата Св. Ламберт в Лиеж.